# Dconf

dconf est un logiciel employé par l'environnement graphique GNOME (à partir de sa version 3.0, en tant que successeur de GConf) pour stocker les données de configuration du bureau des applications dans une base de données.
Techniquement parlant, c'est un backend pour GSettings.

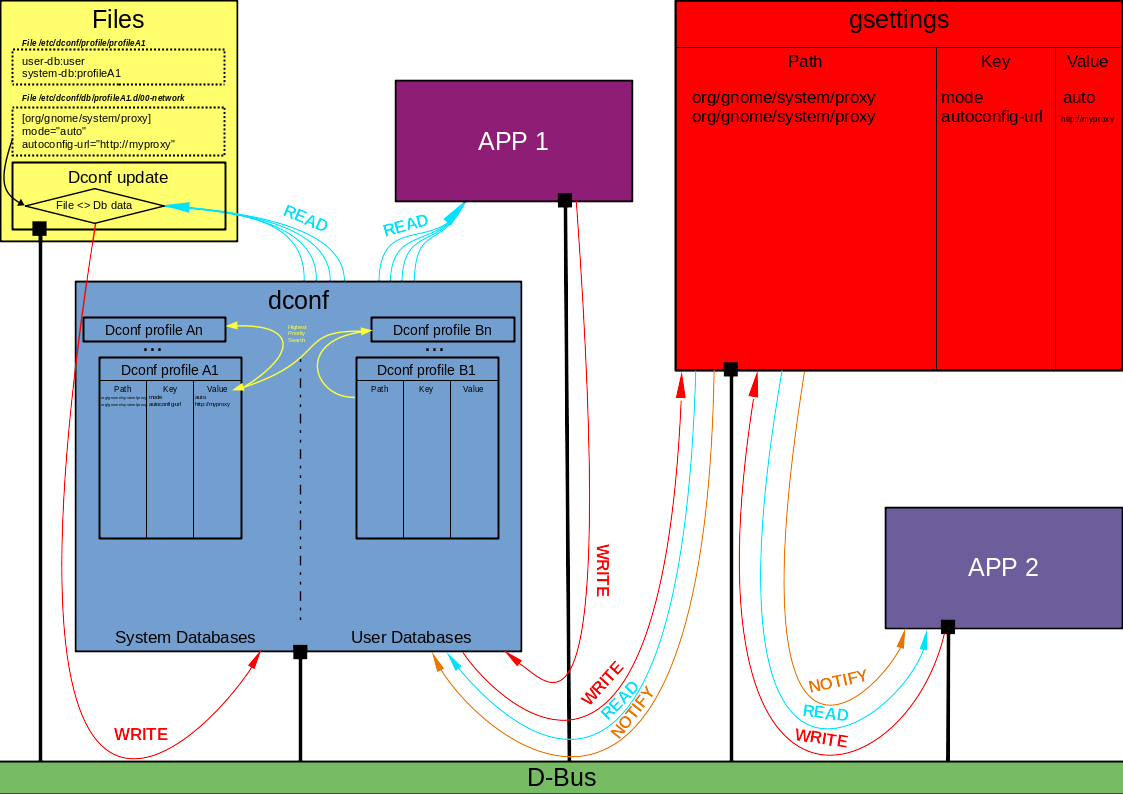
Architecture de dconf

Les données sont stockées par GSettings dans un format binaire (là où GConf utilisait des fichiers XML).
Le logiciel dconf-editor est fourni pour permettre aux utilisateurs avertis de naviguer dans la base de données, de consulter la documentation des paramètres et de les modifier.
gconftool-2 peut aussi servir à cet effet.

## GConf
dconf remplace GConf à partir de GNOME 3.0. GConf est un logiciel de l'environnement de bureau GNOME qui sert à stocker les données de configuration du bureau des applications dans une base de données.
Cette dernière emploie par défaut un système de fichiers XML, stockés dans le répertoire ~/.gconf. Gconf peut également employer d'autres « backends », comme un serveur LDAP.
Lorsqu'un logiciel désire changer un paramètre, il fait appel au démon gconfd. Si ce paramètre est partagé entre plusieurs applications, gconfd leur communique directement le changement de manière transparente.
Le logiciel Gconf-editor est fourni pour permettre aux utilisateurs avertis de naviguer dans la base de données, de consulter la documentation des paramètres et de les modifier.